# الهواورة (أولاد علي بن ابراهيم)
الهواورة هو دُوَّار يقع بجماعة أولاد صالح، إقليم النواصر، جهة الدار البيضاء سطات في المملكة المغربية. ينتمي الدوّار لمشيخة أولاد علي بن ابراهيم التي تضم 4 دواوير. يقدر عدد سكانه بـ 166 نسمة حسب الإحصاء الرسمي للسكان والسكنى لسنة 2004.

## روابط خارجية
- البوابة الوطنية للجماعات الترابية
- المندوبية السامية للتخطيط